# Dago (Coblong)
Dago is een wijk van de stad Kota Bandung in de provincie West-Java, Indonesië. Dago telt 38.407 inwoners (volkstelling 2010).